# Stripped (сингл Rammstein)
«Stripped» (англ. «Оголена») — сьомий сингл групи «Rammstein»; що вийшов 11 серпня 1998 року. Він складається з кавер-версії однойменної пісні британської групи «Depeche Mode» (яка спочатку вийшла на трибют-альбомі «For The Masses») і чотирьох реміксів цієї кавер-версії.
На відміну від оригіналу, один рядок у приспіві скорочений (замість «Let me see you stripped down to the bone» (англ. «Дай мені побачити тебе повністю голою») Тілль  Ліндеманн співає «Let me see you stripped» (англ. «Дай мені побачити тебе голою »)).

## Обкладинка
Як обкладинка синглу був використаний малюнок австрійського художника і фотографа Готфріда Хельнвайна під назвою «Перше кохання» (1993).

## Відеокліп
Створений у тому ж році відеокліп являє собою добірку кадрів з документального фільму «Олімпія» режисера Лені Ріфеншталь.

## Живе виконання
Вперше пісня була виконана в 1999 році, під час туру по Північній Америці. Потім вона іноді виконувалася на концертах «Mutter»-туру, але починаючи з листопада 2001 року пісня регулярно завершувала виступи групи. Під час цієї пісні пускали лодку по публіці з членом групи. Спочатку був Флака, а потім Оллі.

## Список треків
1. «Stripped» — 4:25
2. «Stripped» (Psilonaut Mix By Johan Edlund) — 4:28
3. «Stripped» (Heavy Mental Mix By Charly Clauser) — 5:12
4. «Stripped» (Tribute To Düsseldorf By Charlie Clousser) — 5:10
5. «Stripped» (FKK Mix By Günter Schulz) — 4:35